# 養命酒製造
養命酒製造株式會社，簡稱養命酒製造（日语：養命酒製造株式会社，東證1部：2540、名證1部：2540），在1923年，由鹽澤家族，在長野縣上伊那郡創立前身「天龍館股份有限公司」。
董事長及首席執行官為鹽澤太朗，總部位於東京，2012年被大正製藥控股股份有限公司收購。
而股份分別在東京（1955年10月）和名古屋（1961年10月）上市。
業務在全球經營生產和銷售除了養命酒產品外，還經營自家釀味醂、養命水、Re:on、保健食品等。

## 外部連結
- 養命酒製造株式會社 （页面存档备份，存于）